# 咫尺天涯
《咫尺天涯》（德語：In weiter Ferne, so nah!）是维姆·文德斯执导的德国电影。这部电影是导演文德斯1987年拍摄的电影《柏林苍穹下》的续集， 演员 奥托·桑德、布鲁诺·冈茨 和彼得·福克在片中再次出演降临人间的天使。 本片还有影星娜妲莎·金斯基, 威廉·达福 和海因茨·吕曼出演。
本片叙事承接前作，讲述两德统一后，天使卡西尔（奥托·桑德饰），与为人间精彩的生活而降临人间的同伴达米尔（布鲁诺·冈茨）不同， 为营救失足坠楼的少女而下凡，但卡西尔刚刚开展的新生活很快被卷入了一场与犯罪相关的阴谋之中。
文德斯在柏林墙倒塌后选择以此为背景拍摄本片，将电影的场景仍设置在柏林这座城市中。尽管文德斯本人拒绝将此影片认定为 续作，影评人和学者们仍将其看作《柏林苍穹下》的续作。 《咫尺天涯》获得了1993年戛纳电影节评审团大奖，但此片在评论界和商业上的成果均不及前作。

## 情节
两德统一后，卡西尔和拉菲拉两位天使观察着人间繁忙的柏林生活，他们具有聆听人类心声的神性。自从同伴达米尔降临人间后，卡西尔一直跟随在达米尔身边。达米尔能感知到卡西尔的存在，并向卡西尔讲述人间的美好。达米尔与从事高空秋千表演的妻子马里昂经营一家名为“天使之家”（Casa dell'angelo）的披萨店，两人有一女，名为多利亚。

卡西尔关注到生活在前东柏林的11岁女孩莱莎·贝克尔和她的母亲被一个名为菲利普·温特的侦探跟踪。这名侦探受雇于一位美国的军火贩和色情电影制片人安东·贝克，他同时经营了一家运输公司。

有一天莱莎·贝克尔在阳台失足跌落，情急之下，卡西尔为拯救她而化身人类，以便借助坠楼的贝克尔。从此，卡西尔开始了在人间的新生活。最初，卡西尔唯一的财物——盔甲，却遭了解卡西尔身份的弗莱斯蒂算计。随后，卡西尔因无法证明身份而被警方拘捕。警方将其送往同伴达米尔的家中。经弗莱斯蒂诱骗，卡西尔沉迷饮酒，并持枪抢劫了一家商店。为获得伪造护照和身份的费用，卡西尔伪造了其与安东·贝克的车祸，并在得逞后被贝克聘为保镖。

在一场针对贝克的绑架中，卡西尔以智谋救了他一命，并由此得到贝克的信任。贝克遂邀请卡西尔参与他的地下生意，但遭到拒绝。在另一位下凡天使彼得·福尔克的协助下，卡西尔摧毁了贝克库房中的录影带，并将军火运送到驳船上。正当卡西尔以为计划成功时，贝克的对手帕茨克劫持了驳船，为拯救被挟持的少女莱莎，卡西尔再次冒险，依靠蹦极绳进行营救，虽然营救成功，但卡西尔自己也献出了生命。

影片结尾，达米尔微笑着抱着女儿，表示卡西尔已经恢复天使身份，并仍陪伴在他们身边。

## 演职人员
- 奥托·桑德 饰演 卡西尔 [7]

- 布鲁诺·冈茨 饰演 达米尔
- 娜妲莎·金斯基 饰演 拉菲拉
- 霍斯特布赫霍尔茨 (Horst Buchholz)饰演 安东·贝科
- 鲁迪格·福格勒 饰演菲利普·温特[8]

## 腳註
1. ↑  . Box Office Mojo.   [12 July 2017]. （原始内容存档于2002-12-17）.
2. ↑  . www.washingtonpost.com.   [2023-04-24]. （原始内容存档于2016-04-21）.
3. ↑  TCh. . Time Out Worldwide.   [2023-04-24]. （原始内容存档于2023-04-29） （英国英语）.
4. ↑  Wenders, Wim. . The Criterion Collection.   [2023-04-24]. （原始内容存档于2017-08-07） （英语）.
5. ↑  Ebert, Roger. . https://www.rogerebert.com/.   [2023-04-24]. （原始内容存档于2017-03-14） （英语）.
6. ↑  . www.rottentomatoes.com.   [2023-04-24]. （原始内容存档于2023-06-03） （英语）.
7. ↑  Wenders, Wim. . The Criterion Collection. 9 November 2009  [5 July 2017]. （原始内容存档于2017-08-07）.
8. ↑  D'Angelo, Mike. . The A.V. Club. 28 May 2016  [9 June 2016]. （原始内容存档于2017-04-06）.